# Peter Picht
Peter Georg Picht (* 1979) ist ein deutscher Jurist.

## Leben
Nach dem Jurastudium und Referendariat in München (2000–2008), der Promotion (2008–2011) an der Universität München bei Josef Drexl, dem LL.M. (2012/2013) an der Yale Law School (Schwerpunkte im Wettbewerbsrecht, Immaterialgüterrecht, Trust- und Erbrecht) und der Habilitation (2013–2017) an der Juristischen Fakultät der Ludwig-Maximilians-Universität München (Venia legendi für Bürgerliches Recht, Wirtschaftsrecht, insbesondere Immaterialgüter- und Wettbewerbsrecht, Internationales Privat- und Verfahrensrecht, Verfahrensrecht) ist er seit 2016 Professor für Handels- und Wirtschaftsrecht an der Universität Zürich.

## Schriften (Auswahl)
- Strategisches Verhalten bei der Nutzung von Patenten in Standardisierungsverfahren aus der Sicht des europäischen Kartellrechts. Bern 2013, ISBN 978-3-7272-0674-0.
- Vom materiellen Wert des Immateriellen. Immaterialgüterrechte als Kreditsicherungsmittel im nationalen und internationalen Rechtsverkehr. Tübingen 2018, ISBN 3-16-156010-8.